# Lula (Nederland)

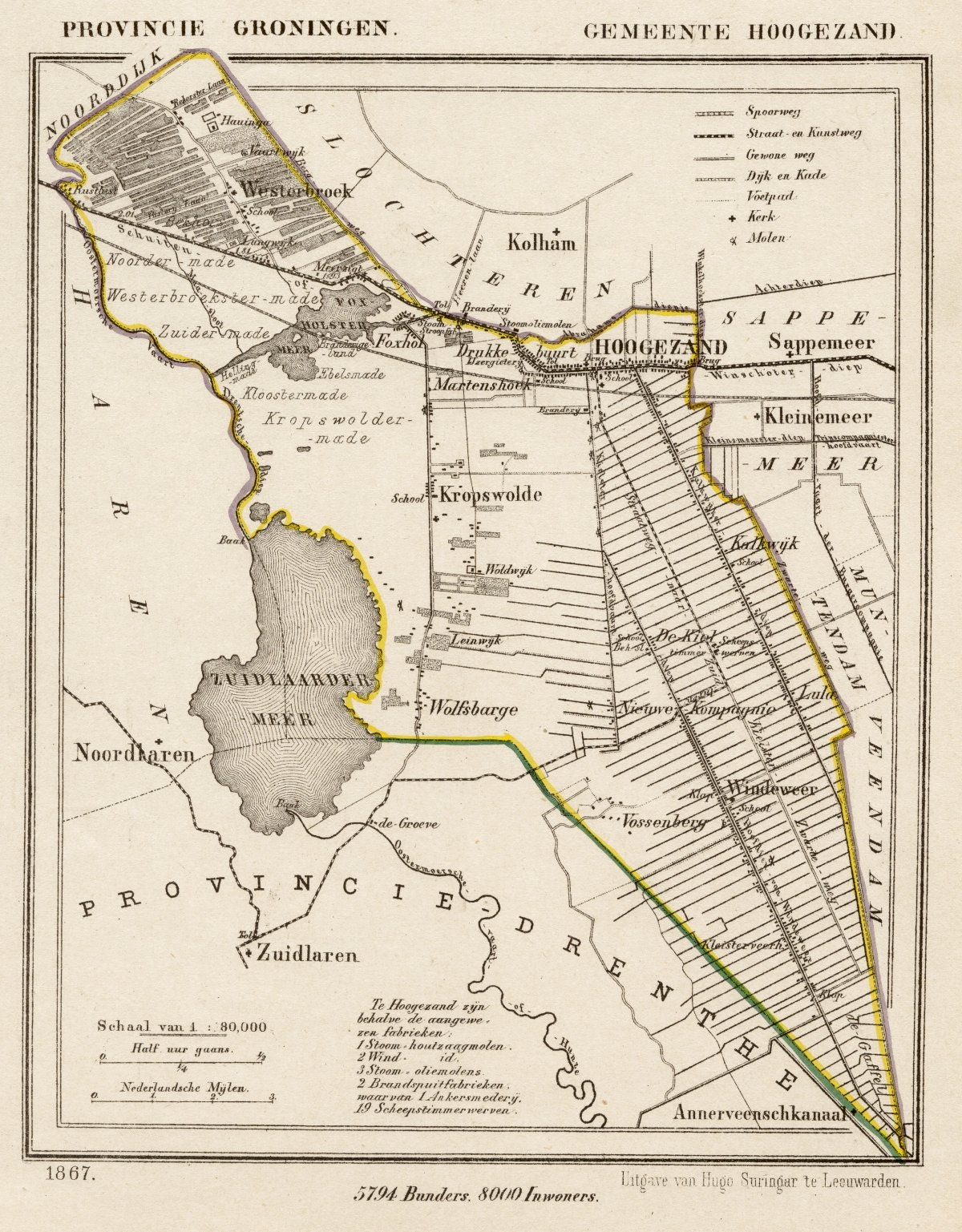
De ligging van de buurtschap Lula aan het Kalkwijkerdiep in het oosten van de voormalige gemeente Hoogezand. Kaart uit 1867.

Lula is een buurtschap en voormalig dorp in de gemeente Midden-Groningen in de provincie Groningen in Nederland. De buurtschap ligt in het verlengde van Kalkwijk, vaak worden beide ook als één dorp gezien.
Lula behoorde aanvankelijk tot het kerspel Hoogezand, maar ging in 1755 deel uitmaken van het nieuwe kerspel Windeweer en Lula; de hervormde kerk kwam in Windeweer te staan. Vanaf 1811 maakte Lula deel uit van de burgerlijke gemeente Windeweer, die in 1821 bij Hoogezand werd gevoegd.
Het ontstaan van het dorp hangt samen met het begin van de turfwinning in dit deel van de Veenkoloniën. De Friesche Compagnie begon in de zeventiende eeuw met de aanleg van de Kalkwijk. In de venen werkten arbeiders uit vele windstreken. In Lula waren dat voor een groot deel Zwitserse Doopsgezinden die hun eigen land ontvlucht waren. De familienaam Leutscher, die in deze streek veel voorkomt, is oorspronkelijk uit Erlenbach (Zwitserland) afkomstig.
De plaatsnaam Lula is waarschijnlijk afkomstig van de persoonsnaam 'Luul'. In 1706 werd de plaats In de Lula genoemd, in 1781 De Lula, en midden 19e eeuw was de naam teruggebracht tot Lula. De aanvankelijke toevoeging van het lidwoord 'de' in de plaatsnaam hangt waarschijnlijk samen met plaatsnamen in de omgeving die ook een lidwoord kenden, zoals De Kalkwijk en De Windeweer.
Dorpen: Borgercompagnie · Foxhol · Froombosch · Harkstede · Hellum · Hoogezand · Kiel-Windeweer · Kolham · Kropswolde · Luddeweer · Meeden · Muntendam · Noordbroek · Overschild · Sappemeer · Scharmer · Schildwolde · Siddeburen · Slochteren · Steendam · Tripscompagnie · Tjuchem · Waterhuizen · Westerbroek · Woudbloem · Zuidbroek

Buurtschappen: Achterdiep · Akkereinden · Ayngehorn · Beneden Veensloot · Blokum · Bokhörn · Borgweg · Boven Veensloot (deels) · Bovenhuizen · Bovenstreek · Buitenhuizen · Denemarken · Drukkebuurt · Duurkenakker · Eelshuis · Foxham · Foxholsterbosch · Gaarland · Gaarveen · De Hammen · Den Ham · Hamweg · Heerenlaan · Heidenschap · De Hole · Huisweeren · Jagerswijk · Kalkwijk · Kiel · Klein Harkstede (deels) · Kleinemeer · 't Klooster · Korengarst · Kostverloren · Lageland · Langewijk · Leentjer · Lula · Medumertol · Nieuwe Compagnie · Noordbroeksterhamrik · Noordbroeksterveen · Oosterweeren · Oostwold · Oude Verlaat · De Paauwen · Roeksweer · Ruiten · Schaaphok · Schildland ·  Siddebuursterveen · Spitsbergen · Stootshorn · Tusschenloegen · Tussenklappen · Uiterburen · Uitham · Veendijk · Het Veen · 't Veen · Veenhuizen · Vossenburg · Weereweg · Westeind · Wilderhof · Windeweer · Winkelhoek · Wolfsbarge · De Zanden · Zandwerf · Zuiderveen 

Wijk: Gorecht · Gouden Driehoek · Martenshoek · Meerwijck · Ruitershorn · Rengerspark · Sappemeer-Noord · De Vosholen · Woldwijck · Zuiderpark

Groningen: Steden en dorpen      Nederland: Provincies · Gemeenten